# Энгл, Роберт
Ро́берт Фрай Энгл III (англ. Robert Fry Engle III; род. 10 ноября 1942, Сиракьюс, штат Нью-Йорк, США) — американский экономист, лауреат Нобелевской премии по экономике в 2003 году «за разработку методов анализа экономических временных рядов с временными изменениями».
Член Национальной академии наук США (2005).

## Биография
Степень бакалавра физики получил в Уильямс-колледже (Уильямстаун, Массачусетс). В Корнеллском университете получил степень магистра физики (1966) и доктора философии по экономике (1969).
Преподавал в Массачусетском технологическом институте (1969—1977) и Калифорнийском университете в Сан-Диего (1975—2003). Профессор Нью-Йоркского университета.
В 1982 году предложил модель ARCH (авторегрессионная условная гетероскедастичность), описывающую множество временных рядов, встречающихся в экономике. Модель ARCH используется как учёными, так и финансовыми аналитиками при оценке собственности и рисков портфельных инвестиций.

## Основные произведения
- Autoregressive Conditional Heteroscedasticity with Estimates of the Variance of United Kingdom Inflation. Econometrica. 50 (4): 987–1008. 1982. doi:10.2307/1912773. JSTOR 1912773.
- «Коинтеграция и коррекция ошибок: представление, оценка и испытание» (Cointegration and error-correction: representation, estimation and testing, 1987 (в соавторстве с К. Грейнджером)).